# David Gauke

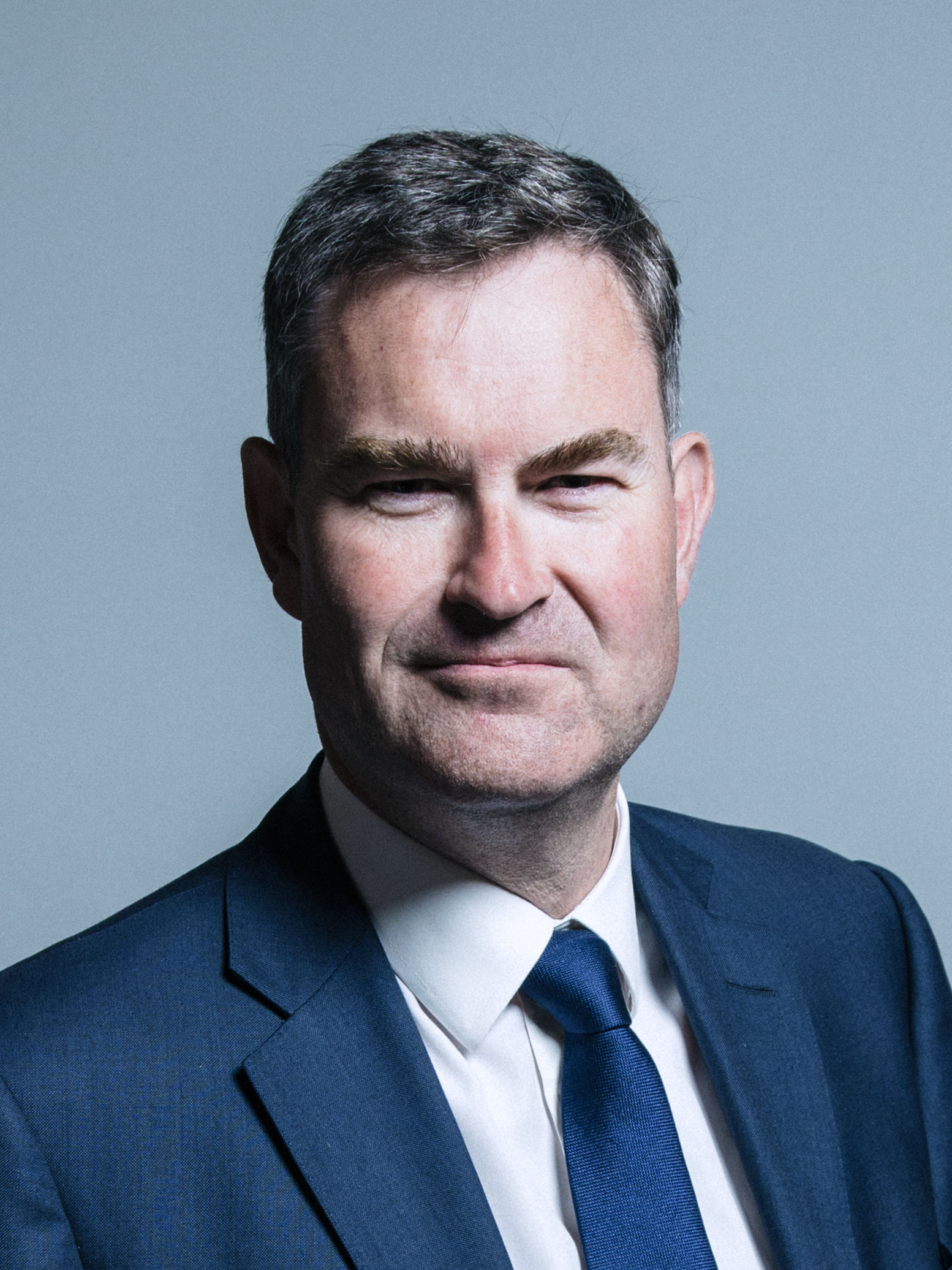
David Gauke (2017)

David Michael Gauke (geboren am 8. Oktober 1971 in Ipswich) ist ein britischer Rechtsanwalt und Politiker der Conservative Party.

## Leben
Gauke wurde am 8. Oktober 1971 geboren und wuchs in Ipswich auf. Nach seinem Schulabschluss studierte er Rechtswissenschaft, zunächst am College St Edmund Hall der Universität Oxford und, nach einer einjährigen Unterbrechung, in Chester am dortigen Campus der University of Law. 1997 erhielt Gauke eine Zulassung als Solicitor und war nachfolgend bis zu seinem Wechsel in die Politik 2005 bei einer Firma in der City of London tätig.
Gauke schreibt regelmäßig Artikel für verschiedene Lokalzeitungen und ist Fan des Fußballvereins Ipswich Town. Er ist mit der Rechtsanwältin Rachel Gauke verheiratet und hat drei Söhne, geboren 2002, 2004 und 2008. Die Familie lebt in Chorleywood im District Three Rivers im Südwesten von Hertfordshire.

## Politik
Gauke ist seit 1993 Mitglied der Conservative Party. Bei der Wahl 2001 bewarb er sich erstmals um einen Sitz im britischen Unterhaus, unterlag aber im Wahlkreis Brent East dem Kandidaten der Labour Party. Bei der Wahl 2005 kandidierte er erfolgreich im Wahlkreis South West Hertfordshire für die Nachfolge seines Parteikollegen Richard Page, der nicht wieder angetreten war. Diesen Sitz konnte Gauke 2010, 2015 und 2017 verteidigen.
Der seinerzeitige Oppositionsführer David Cameron berief Gauke im Juli 2007 in sein Schattenkabinett und nach dem Regierungswechsel im Mai 2010 als Staatssekretär ins Schatzamt. Nach einem zweifachen Wechsel seiner dortigen Position war Gauke ab Juli 2016 als Chief Secretary Teilnehmer der Kabinettssitzungen der Regierung unter Theresa May. Im Kabinett May II war Gauke zunächst Minister für Arbeit und Rente, im Januar 2018 wurde er zum Justizminister sowie zum Lordkanzler ernannt. Zugleich wurde er in den Kronrat berufen.
Gauke zählt zum liberalen Flügel seiner Partei und gilt als Gegner eines Brexits ohne Abkommen. Da Boris Johnson diesen im Laufe seiner Kandidatur um die Nachfolge von May als Premierminister als Möglichkeit genannt und seine Priorität auf die Einhaltung des ursprünglich vorgesehenen Austrittstermin Ende Oktober 2019 gelegt hatte, gab Gauke bekannt, einem Kabinett unter der Führung von Johnson nicht angehören zu wollen. Er legte daher zum 24. Juli, dem Tag der Amtseinführung Johnsons, seine beiden Regierungsposten nieder und trat in der Folge an die Spitze einer Gruppe von Abgeordneten seiner Fraktion, die einen ungeregelten Brexit auf jeden Fall verhindern wollte und die von den Medien als „Gaukeward Squad“ tituliert wurde. Sie sorgten am 3. September 2019 mit ihren Stimmen dafür, dass ein von der Opposition eingebrachter Gesetzesantrag mit entsprechender Zielrichtung auf die Tagesordnung des Unterhauses gesetzt wurde.
Am 4. September 2019 wurden Gauke und 20 weitere Mitglieder der Conservative Party aufgrund ihres Abstimmungsverhaltens aus der Fraktion ausgeschlossen. Ein weiteres, Phillip Lee, wechselte aus eigenen Stücken zu den Liberaldemokraten. Dies bedeutete zugleich, dass ihm, wie auch den anderen, gemäß der Parteisatzung eine erneute Kandidatur für die Konservativen verwehrt würde. Nachdem auf lokaler Ebene entschieden worden war, für die vorgezogene Unterhauswahl im Dezember 2019 mit Gagan Mohindra stattdessen einen Kommunalpolitiker aufzustellen, gab Gauke bekannt, als Unabhängiger in seinem Wahlkreis zu kandidieren. Er verlor seine Wiederwahl jedoch.